# Puzzle (miniserie televisiva)
Puzzle è una miniserie televisiva andata in onda su Rete 1 nel 1978.

## Trama
Per liberarsi di una moglie ossessiva, un uomo decide di ucciderla inscenando un suicidio; al suo ritorno in casa, dove secondo il suo piano avrebbe dovuto scoprire la moglie defunta, non la trova più; una telefonata anonima comunica alla polizia l'avvenuto omicidio ed il giorno dopo l'uomo riceve una foto raffigurante il cadavere della moglie nella loro casa. Una voce anonima gli comunica che per avere risposte alla situazione deve recarsi ad un appuntamento, che si rivela in un palazzo completamente deserto, dove però l'uomo viene tramortito.

## Produzione
L'anonimo redattore de Stampa Sera segnalò  Enrico Roda tra gli autori del giallo e che Erika Blanc era al suo esordio televisivo; Claude Desailly ne avrebbe curato anche la sceneggiatura.